# Gilmar Popoca
Augilmar "Gilmar Popoca" Silva de Oliveira, född den 18 februari 1964 i Manaus, Brasilien, är en brasiliansk fotbollsspelare, medlem i det brasilianska laget, som tog OS-silver i fotbollsturneringen vid de olympiska sommarspelen 1984 i Los Angeles.